# كفر عبد الله عزيزة
قرية كفر عبد الله عزيزة هي إحدى القرى التابعة لمركز منيا القمح في محافظة الشرقية في جمهورية مصر العربية. حسب إحصاءات سنة 2006، بلغ إجمالي السكان في كفر عبد الله عزيزة 2705 نسمة، منهم 1394 رجل و1311 امرأة.